# Werner Bickenbach

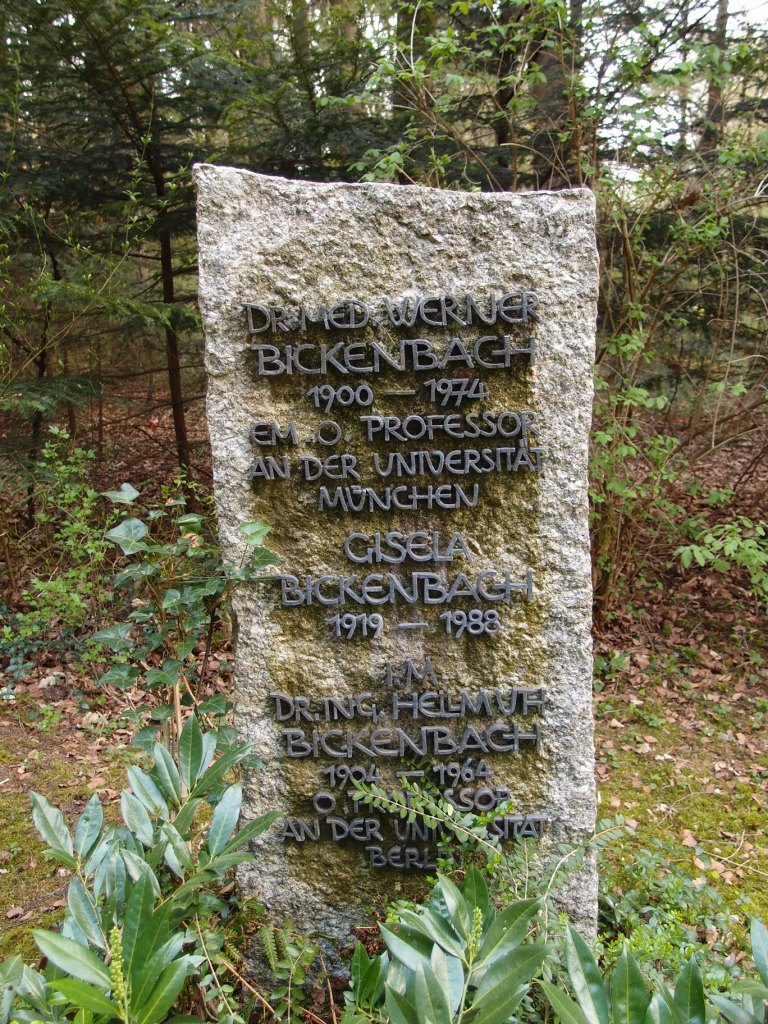
Bickenbachs Grab in München

Werner Bickenbach  (* 14. April 1900 in Solingen; † 15. Juli 1974 in München) war ein deutscher Hochschullehrer für Gynäkologie und Geburtshilfe.

## Leben
Werner Bickenbach war Sohn des Architekten und Bauunternehmers Karl Bickenbach. Er studierte an der Julius-Maximilians-Universität Würzburg Medizin und wurde 1919 (mit Robert Wanke) im Corps Nassovia Würzburg recipiert. Die Rheinische Friedrich-Wilhelms-Universität Bonn promovierte ihn 1924 zum Dr. med. Die gynäkologische Ausbildung durchlief er bei Otto von Franqué an der Bonner Frauenklinik. Er habilitierte sich 1929 für Frauenheilkunde und Geburtshilfe und wurde zum Privatdozenten ernannt. Er wechselte dann, ebenfalls als Oberarzt und Privatdozent, an die Georg-August-Universität Göttingen, wo er unter Heinrich Martius arbeitete und 1935 zum a.o. Professor ernannt wurde. 1944 erhielt er den Ruf als Ordinarius an die Westfälische Wilhelms-Universität Münster. Ab 1948 war Bickenbach Mitherausgeber der Zeitschrift Geburtshilfe und Frauenheilkunde. 1950 wechselte er an die Eberhard Karls Universität Tübingen, wo er bis 1954 arbeitete. Im Frühjahr 1954 wechselte Bickenbach an die Ludwig-Maximilians-Universität München. 1960 wurde er zum Ehrenmitglied der Norddeutschen Gesellschaft für Gynäkologie und Geburtshilfe ernannt. Im gleichen Jahr wurde er in die Deutsche Akademie der Naturforscher Leopoldina gewählt. Bickenbach war 1962–1964 Präsident der Deutschen Gesellschaft für Gynäkologie und organisierte deren Kongress 1964 in München. Er leitete die I. Universitäts-Frauenklinik in München bis zu seiner Emeritierung 1969. Sein Nachfolger wurde Josef Zander. Werner Bickenbach verstarb 1974 im Alter von 74 Jahren in München. Beerdigt ist er auf dem Waldfriedhof (München).
Bickenbach förderte die Wissenschaft und Praxis von Gynäkologie und Geburtshilfe durch Forschung, ärztliches Handeln und direktoriale Maßnahmen. Im Bereich Gynäkologie widmete er sich den Methoden der Diagnose und Therapie des weiblichen Genitalkrebses. Für dessen zytologische Früherkennung richtete er in München ein spezielles Laboratorium ein, dessen Leiter auf den ersten Zytologie-Lehrstuhl der Bundesrepublik berufen wurde. Für die Behandlung des weiblichen Genitalkrebses ließ er einen Neubau der Strahlenabteilung bauen und setzte im Neubau die Tradition der weltweit führenden Strahlentherapie der I. Frauenklinik der Universität München fort. Im Bereich der weiblichen Fertilität und Sterilität sind seine Arbeiten zur Beeinflussung der Follikelreifung von 1944 herausragend. Das Ergebnis gilt als ein früher Wegweiser zur hormonalen Empfängnisverhütung. Im Bereich der Geburtshilfe lenkte er mit der Einführung der Begriffe „Risikoschwangerschaft“ und „Risikogeburt“ die Aufmerksamkeit der Ärzte und Hebammen auf diese Tatbestände. Und noch bevor allgemein von „perinataler Medizin“ gesprochen wurde, praktizierte er sie und setzte als erster Direktor einer deutschen Frauenklinik eine Kinderärztin auf eine permanente Stelle für die klinikeigene Neonatologie. 1960 ließ er ein Laboratorium für Klinische Chemie und Biochemie einrichten, das von einem Arzt für Laboratoriumsmedizin und Biochemiker weitgehend eigenständig geleitet wurde. Diese Förderungen innerklinischer Interdisziplinarität kennzeichneten seine Fähigkeit, über das engere Fachgebiet und über das Tagesgeschäft hinaus zu schauen.

## Schriften
- mit Heinrich Martius: Lehrbuch der Geburtshilfe. (2 Bände) Thieme Verlag, 1948
- Albert Ponsold, Werner Bickenbach Lehrbuch der gerichtlichen Medizin: einschliesslich der ärztlichen Rechtskunde, ärztlichen Standeskunde sowie der Versicherungsmedizin. Thieme Verlag, 1950
- Isidor Alfred Amreich, Ludwig Seitz, Werner Bickenbach, Josef Halban: Geburtshilfe. Urban & Schwarzenberg, 1951
- Hebammen-Lehrbuch. Thieme Verlag, 1962
- mit Gerd Karl Döring: Die Sterilität der Frau. Ein Leitfaden die Diagnostik und Therapie für die Praxis. Thieme Verlag, 1964
- La sterilità della donna. Manuale di diagnosi e terapia per uso ambulatoriale. Universo, 1969
- mit Gerd Karl Döring, José María Plá Janini: La esterilidad en la mujer. Guía, diagnóstico y terapéutica. Labor, 1967